# 八木さおり
八木 さおり（やぎ さおり、1969年〈昭和44年〉11月20日 - ）は、大阪府大阪市旭区出身の日本の女優。旧芸名及び本名は八木 小織（読み方は同じ）。初期にはアイドルとしてグラビアモデルや歌手などの分野で活動していた。八木 小緒里（読み同じ）名義で活動していた時期もある。
所属事務所はオーエンタープライズ→バグジーヒーローズクラブ→ボンバーズ・バス。

## 経歴

### アイドル時代（第1期 八木さおり）
1985年、兄が「ミスマガジン」第4回大会に応募、グランプリに選出される。それを機に『週刊少年マガジン』及び『DELUXEマガジン』誌上のグラビアで正式にデビュー。以後、後者の後続誌である『DELUXEマガジンORE』の掲載を中心に、グラビアアイドルとして人気を博す。
1986年からは活動を多面化し、花王「ビオレ」のテレビCMデビューを皮切りに、NHKドラマ『ジェニーがやって来た』の主演で女優としての活動を、同ドラマの主題歌「センシティブハート」を含むシングル「瞳で片想い」で歌手活動をそれぞれ開始している。
1987年、『ひみつのアッコちゃん 伊豆の踊り子物語』で民放ドラマ初主演。
1988年には東宝『パンダ物語 熊猫的故事』（新城卓監督）で映画初主演。
1989年7月には主演ミュージカル『王子と乞食』で舞台デビュー。

### 八木小織 時代
1989年11月、20歳を機に「さおり」の表記を本名に合わせて漢字の「小織」に改める。この時期は従来のアイドル的な売り方からの路線転換を模索しており、肌の露出が大きいグラビアや髪型をショートからロングに変えるなどイメージチェンジが試みられた。
1994年11月20日にヌード写真集『春花秋冬』をリリース。
1990年代後半からは女優業を本格的に進め、以後現在に至るまで、テレビ、映画、舞台等幅広く活動を続けるようになる。
2006年からは人気昼ドラシリーズ『大好き!五つ子』に中学教師役で出演。またこの時期を前後して、フットサルチームに入り、選手としてプレーしている。

### 八木小緒里 時代〜現在（第2期 八木さおり）
2007年にオー・エンタープライズからバグジーヒーローズクラブに事務所を移籍し、芸名も「八木小緒里」に改めた。
2012年4月、福島三郎の主宰する劇団、『丸福ボンバーズ』の旗揚げメンバーとして参加。それを機にデビュー当初の「八木さおり」名義に戻している
2015年末に結婚していたことを1年後に公表。相手は年下の一般男性だという。

## 人物・エピソード
- 誕生時からキリスト教・カトリック信徒で、洗礼名はマリア・マグダレナ[11]。
- 趣味は映画鑑賞、音楽鑑賞、フットサル。特技はタップダンス、ドラム[4]。
- アイドル時代には恋愛経験は全くなかったという[2]。
- 安全地帯のファンであることを再三にわたって公言しており、特に好きなメンバーは武沢豊とのこと[12]。尚、歌手デビュー間もない頃に出演した『歌のトップテン』では、同様に安全地帯も出演していたことから奇しくも武沢本人と対面を果たすこととなった。後に楽曲提供もされている。
- かつて、小室哲哉が八木のファンであることを公言していた[2]。後には「月と恋心」の楽曲提供や雑誌での対談[13]も行っている。
- 『パンダ物語』撮影時、監督の中田新一が演技指導にのめり込むあまりに八木を負傷させたというトラブルが報道された。これについて八木は「詳しくは書けない話」と表現し、「あのときは『大人は怖い』『お酒はダメだ』と思いました」と語っている[2][注 4]。結局、新城卓に監督交代となったが、中田側が撮影済フィルムの使用を一切認めなかったことから[14]改めて撮り直しを強いられる状況となり、当初半年間で予定していた撮影スケジュールが1年に遅延、その影響で経費がかさんだプロダクションは後に倒産し、作品自体の興行成績も振るわない等、関係者全てに後味の悪い結果を残すこととなった。とはいえ、八木自身はもはや過ぎた出来事として然して意に介しておらず、むしろ作品の主演が縁で、芸能界随一のパンダ好きで知られる黒柳徹子の番組（徹子の部屋）に出演出来て有難かったと述懐している[2]。
- ヌード写真集をリリースした1994年頃は、女性著名人が軒並みヘアヌード写真集を出版していたブームの時期でもあった。そのため、いつか不本意な形で脱がされるぐらいなら「好きにやった方がカッコいい[2]」と考え、「撮ったネガを全部私に下さい」という条件の下[15]、撮影者である大村克己と共に自ら写真集を企画し撮影に臨んだ[2]。尚、ヌードはこの『春花秋冬』および関連パブリシティのみであり、その後も幾度かオファーはあったものの「あれ以上の作品は作れない」と全て断ったという[15]。また、グラビアからの卒業も兼ねて臨んだことから[15]これ以後は新作写真集をリリースしていない。
- 2000年代の初め頃、知り合いの伝手で蕎麦屋でアルバイトをしていた事がある。高校2年で上京して以降、芸能界しか知らないことから社会勉強のためにやっていたとのこと。年配の客が大半だったため、本人と気付かれることはほとんどなかったという。
- フジテレビ系バラエティ『ネプリーグ』にて、八木の名が番組内コーナー（ファイブリーグ）のクイズ問題として取り上げられたことがある[注 5][16]。
- 『スケバン刑事』の主演オファーがあったという噂がファンの間で囁かれていたが、それが事実であったことを後に本人も認めている[17]。同番組プロデューサーの手塚治は、キャスティングにおいて「ミスマガジンやいろんな売り込みがあった」と語っている[18]。

## 出演

### テレビドラマ

#### 連続（レギュラー・準レギュラー）
- ファミリードラマ 「ジェニーがやって来た」（1986年9月5日 - 12月5日、NHK） - 星遥 役
- 花王 愛の劇場
  - おべんきょう（1992年2月24日 - 4月10日、TBS）
  - 赤い迷宮（1993年10月25日 - 12月24日、TBS） - 盛田聖子 役
- ネオドラマ『ライバル』（1993年3月1日 - 4日、ANB）
- とおりゃんせ〜深川人情澪通り（1995年9月15日 - 1996年3月15日、NHK） - おふく 役
- エリアコードドラマ092「ハレルヤハウス3-15」（1995年1月12日 - 3月30日、FBS）
- 砂の城（1997年6月30日 - 1997年10月3日、THK） - 船村伊佐子 役
- shin-D『大市民』（1997年11月26日 - 12月24日、NTV）
- 真夜中の雨（2002年10月10日 - 12月19日、TBS） - 加山亜紀枝 役
- 大好き!五つ子 シリーズ（TBS） - 紺野彩夏 役
  - 大好き!五つ子Go2!!（2006年7月17日 - 9月1日）
  - 大好き!五つ子Go3!!（2007年7月16日 - 8月31日）
- スバセカ劇場 第21回「俺の育児日誌」（2009年1月29日 - 3月16日） - 幸子 役

#### 連続（ゲスト）
- 女ねずみ小僧 第3話「お七の恋はスリリング」（1989年4月26日、CX） - お七 役
- 神谷玄次郎捕物控 第7話「針の光」（1990年8月、CX） - お咲 役
- 大岡越前（TBS / C.A.L）
  - 第11部 第4話「緋桜の女」（1990年5月14日） - お糸 役
  - 第15部 第22話「餅騒動の名裁き」（1999年2月15日） - おみよ 役
- 浮浪雲（1990年11月、TBS）
- 岡っ引どぶ 第1話「悪魔の小箱殺人事件」（1991年4月10日、CX） - 雪乃姫 役
- 水戸黄門 シリーズ（TBS / C.A.L）
  - 第20部
    - 第23話「お助け母さんひえつき節 －宮崎－」（1991年4月15日） - お久 役
    - 第30話「刀鍛冶の仇討悲願 －岡山－」（1991年6月3日） - お妙 役

  - 第22部 第36話「花のお江戸の大掃除 -江戸-」（1994年1月24日） - お久美 役
  - 第24部 第34話「御用金送りは悪の金 -福島-」（1996年5月20日） - お加代 役
  - 第25部 第14話「飛猿が恋をした －岡山－」（1996年3月31日） - お民 役
  - 第26部 第12話「チェスト! 兄妹仇討ち －鹿児島－」（1998年5月4日） - 奈津 役
  - 第27部 第20話「孫を救った燃える水 －新津－」（1999年8月2日） - おくみ 役
  - 第28部 第13話「哀しきゴマスリ出世道 －桑名－」（2000年6月5日） - 早苗 役
  - 第29部 第05話「波瀾万丈の旅立ち －甲府－」（2001年4月30日） - お袖 役
  - 第30部 第05話「謎の河童の恩返し －遠野－」（2002年2月4日） - おかよ 役
  - 第31部 第20話「仕組まれた雛まつり －三次－」（2003年3月10日） - お美代 役
  - 第36部 第02話「母子逢わせた達磨さま －高崎－」（2006年7月31日） - おさき 役
  - 水戸黄門外伝 かげろう忍法帖 第4話「怨霊! 鎧武者」（1995年6月12日） - お君 役
- 社長になった若大将（1992年4月、TBS）
- 喧嘩屋右近 第1シリーズ 第2話「仲裁待ったなし!悪党裁く無双剣」（1992年10月16日、TX/松竹）
- 七人の女弁護士 第3シリーズ 第1話「みちのく同窓会殺人旅行! 東北新幹線“あおば”途中下車の謎?! 女検事の対決」（1993年1月7日、ANB） - 篠田直美 役
- お助け同心が行く! 第1話「その処刑待った!」（1993年4月9日、TX/ジーカンパニー） - おはる 役
- 江戸を斬るVIII 第13話「愛しい娘が殺人者」（1994年4月25日、TBS/C.A.L） - おいと 役
- 警部補 古畑任三郎 第11話「さよなら、DJ」（1994年6月22日、CX） - 沢村エリ子 役
- 殿さま風来坊隠れ旅 第14話「女剣豪・赤頭巾ちゃんの冒険」（1994年8月6日、ANB） - 綾姫 役
- 銭形平次 第4シリーズ 第4話「喪服の花嫁」（1994年8月24日、CX） - おゆみ 役
- 我慢できない!（1995年2月、KTV）
- 夏!デパート物語 第7話「いらっしゃいませ！ナンパのお客様!!」（1995年8月15日、TBS）
- 三匹が斬る! シリーズ（ANB）
  - 痛快・三匹が斬る! 第4話「首コロリ、鬼と娘と破戒僧」（1995年5月11日） - お桃 役
  - 三匹が斬る! 第11話「絶体絶命!!さらば三匹　埋蔵金一万両の大決戦!!」（2002年6月24日）
- 大江戸弁護人・走る!（1996年9月、ANB）
- ドラマランド11『ご立派すぎて』（1996年12月、NBN）
- 藤沢周平の用心棒日月抄 第9話「待っていた女」（1997年9月18日、ANB） - 佐絵 役
- 金さんVS女ねずみ 第1話「大奥妖しい京人形」（1998年3月14日、ANB）
- 新選組血風録 第7話「潜入長州の間者」（1998年11月26日、ANB） - おその 役
- 暴れん坊将軍（ANB）
  - 暴れん坊将軍IX 第14話「どんどん好きになっていく! 将軍に惚れた女」（1999年3月6日） - おくめ 役
  - 暴れん坊将軍XI 第15話「時効を待つ女」（2001年11月19日） - お咲 役
- はみだし刑事情熱系 PART3 第22話「悲しみの殺人目撃証言！10年待った女」（1999年3月10日、ANB） - 新庄聡子 役
- 八丁堀の七人 （ANB）
  - 第1シリーズ 第3話「与力をつけ狙う女! 自害した姉の秘密…」（2000年1月27日） - おくみ 役
  - 第2シリーズ 第7話「容疑者は息子!?放火魔を追うグズ同心!二人の母が泣いた…」（2001年2月22日） - お梅 役
- 熱血!周作がゆく 第5話「赤い硝子の追跡者」（2000年11月16日、ANB）
- オヤジ探偵2 第3話「もてあそばれた人生」（2002年10月24日） - 野崎美穂 役
- ぼくの魔法使い 第9話「（秘）遥のダイエット」（2003年6月14日、NTV） - 金井麻紀 役
- 子連れ狼 第2部 第16話「斬殺剣! 夜叉面の女 一刀を襲う柳生の罠」（2003年11月24日、ANB） - お美乃 役
- 東京少女大政絢（BS-i）
  - 第1話「幸福荘ものがたり」（2008年7月5日） - 志摩 役
  - 第3話「恋忍者☆服部絢蔵」（2008年7月19日） - A子殿 役
- トミカヒーロー レスキューフォース 第35話「超災害で野菜が消えた君ならどうする?」（2008年11月29日、TX） - 亜矢（演：美山加恋）の母 役
- ケータイ刑事 銭形命 第8話「愛と宿命の将棋崩し！〜女流棋士殺人事件」（2009年8月22日、BS-TBS） - 藤本綾子 役
- 相棒 Season8 第14話「堕ちた偶像」（2010年2月3日、EX） - 山口順子 役
- MM9-MONSTER MAGNITUDE- 第11話「それぞれの聖夜（イヴ）」（2010年9月15日、MBS） - 山際（演：松尾諭）の奥さん 役
- ケータイ刑事 銭形結 第3話「殺意のリハーサル 〜ワンシーンワンカット赤坂ブリッツダンサー殺人事件」（2010年12月18日、BS-TBS） - 港野洋子 役
- 勇者ヨシヒコと悪霊の鍵 第1話「伝説の勇者が帰ってくる!新たなる試練の旅」（2012年10月12日） - 村の娘 役
- 仮面ライダーウィザード 第8話「新たな魔宝石」・第9話「ドラゴンの叫び」（2012年10月21・28日、EX） - 伊藤美紀子 役
- でぶせん 第4話（2016年9月18日、NTV）
- 地味にスゴイ! 校閲ガール・河野悦子 第2話「毒舌&型破りな校閲ガール!張り切り過ぎて大失敗」（2016年10月12日、NTV）
- 越路吹雪物語 第6・7話（2018年1月15・16日、EX） - 試験官 役
- 特捜9 season2 第1話「特捜班新たなる事件」（2019年4月10日、EX） - 小田容子 役
- イチケイのカラス第9話（2021年5月31日、フジテレビ） - 桐島優香 役

#### 単発・オムニバス
- 月曜ドラマランド 『ひみつのアッコちゃん 伊豆の踊子物語』（1987年2月9日、CX） - アッコ 役（主演）
- 泣くなセン!燃える男 星野仙一物語（1988年12月31日、TBS/AVEC） - 星野須恵子 役
- 土曜ドラマスペシャル『パパはパパでも代理パパ』（1989年4月22日、TBS）
- 土曜ワイド劇場
  - 牟田刑事官事件ファイル 12「横浜ベイブリッジの女 潮騒が運んだ愛と哀しみの殺意」（1990年2月3日、ANB） - 藤井未央 役
  - 京都南署鑑識ファイル 6「華道家元連続殺人?!」（2011年8月13日、EX） - 一条薫 役
- おやじのヒゲ 10（1991年10月28日、TBS） - 三好早苗 役
- 金曜ドラマシアター『季節はずれの海岸物語'91秋』（1991年11月8日、CX） - 久美子 役
- 源氏物語 下の巻（1992年1月3日、TBS） - 明石の女御 役
- TOKYO23区の女（第9回）「荒川区の女」（1996年5月31日、CX） - （主演）
- 月曜ドラマスペシャル （TBS）
  - 西村京太郎サスペンス 十津川警部シリーズ 11「南伊豆高原殺人事件」（1996年7月8日） - 荒木由美 役
  - 痛快!バツイチ・トリオ 女だけの便利屋事件簿 2（1998年9月21日） - 由岐 役
  - 早乙女千春の添乗報告書 7「函館湯けむりツアー殺人事件」（1998年11月23日） - 三田正美 役
  - アドベンチャー探偵の事件簿「函館カニ食べ放題殺人事件」（2000年11月6日） - 桐ヶ谷千鶴 役
  - 門脇葬儀店・本日も御愁傷様（2000年11月13日） - 佳枝 役
- 金曜エンタテイメント（CX）
  - 山村美紗サスペンス 京都祇園芸妓シリーズ 5「茶の湯家元殺人事件」（1999年4月2日） - 清華 役
  - 神崎京子の巫女日記 奮闘編（2002年5月31日） - 千鶴子 役
- 女と愛とミステリー
  - 夏樹静子サスペンス 死刑台のロープウェイ（2001年07月15日、BSJ）
  - 信濃のコロンボ事件ファイル 2「北国街道殺人事件」（2002年5月22日、TX） - 喫茶店のママ 役
- SABU 〜さぶ〜（2002年5月14日、NBN） - おかめ 役
- ビバ!山田バーバラ 前編（2006年6月30日、EX）
- アイム ヒア 僕はここにいる「広汎性発達障害がある青年の物語」（2007年03月30日、ABC） - 香山律子 役
- 音女 021「闘うオトメ」（2008年5月12日、EX）
- 月曜ゴールデン「弁護士・高見沢響子(9)」（2008年5月12日、TBS） - 寺島美保 役
- 怪談新耳袋スペシャル「ぎぃ」（2008年7月6日、BS-i） - 外山紀子 役
- 経済ドキュメンタリードラマ ルビコンの決断 第9回「ホームレスから社長に こうしてどん底からはいあがった」（2009年6月18日、TX） - 兼元（演：河相我聞）の妻 役
- 劇場霊からの招待状 第6話「廃墟」（2015年11月6日、TBS） - 岸本祐美 役
- 日曜ワイド「越後純情刑事・早乙女真子」（2018年1月28日、EX） - 遠山雅子 役
- 誘拐法廷〜セブンデイズ〜（2018年10月7日、EX） - 看護師 役
- 最上の命医2019（2019年10月2日、TX） - 佐久間玲子 役
- 結びの糸・原田茂〜洋装への扉を開いた火の国の女〜（2021年10月31日、テレビ熊本制作） - 野口益栄 役[19]

### その他テレビ番組

#### 音楽
※右記 「」 は出演時の歌唱曲
- 歌のトップテン（1986年11月17日、NTV） - 「瞳で片想い」
- ヤングスタジオ101（NHK総合）
  - 1986年11月23日放送分 - 「センシティブハート」
  - 1987年02月15日放送分 - 「くちづけの舞台」
  - 1987年07月26日放送分 - 「遅れたLove Song」
- 夜のヒットスタジオDELUXE（CX）
  - 1987年02月18日放送分 - 「くちづけの舞台」
  - 1987年07月22日放送分 - 「遅れたLove Song」
  - 1988年04月20日放送分 - 「オリーブの天気予報」
  - 1988年10月05日放送分 - 「SAYONARA」
- 歌謡びんびんハウス（1988年8月14日、ANB） - 「Kung Fu Boy」
- ミュージックステーション（1988年8月19日、ANB） - 「Kung Fu Boy」
- サタデーポップ'88（1988年11月5日、） - 「SAYONARA」

他

#### バラエティ
- 徹子の部屋（1988年10月10日、ANB）
- 日立 世界・ふしぎ発見!（TBS） - レポーター（ミステリーハンター）
  - 第225回「ファンタジック・ウィーン 世紀末に踊る都市 -オーストリア-」（1990年10月20日）
  - 第259回「びっくり仰天! マルコポーロ in 北京 東方見聞録読み歩き -中国-」（1991年6月29日）
- おっちゃんVSギャル（ナイトinナイト火曜枠）（1991年4月 - 1993年3月、ABC）
- 土曜BAN! BAN!（1991年10月 - 1993年03月、ABC） - アシスタント
- 火曜デラックス'95「不思議!超ビックリ!!動物ワンダーランド」（1995年8月29日、NTV） - レポーター
- 立体生中継 日本悠々「北海道知床」（1996年6月30日、NHK-BS2）
- 仮想空間Σ〜インタラクティブゲーム（NHK-BS2）
  - 「殺人法廷」（1996年4月）
  - 「大航海時代」（1996年7月20日 - 8月3日）
- クイズ・電脳コロシアム（1996年5月6日、NHK教育）
- えびたい（1998年7月16日 - 12月24日、テレビ東京）
- スーパーフライデー「上沼恵美子は見た!日常ワイド劇場スペシャル!」（2004年9月24日、TBS）
- 土曜スペシャル「列島縦断3200km　特急乗り継ぎ旅」（2014年12月13日、テレビ東京）
- クイズ!脳ベルSHOW 第364回・365回・368回[20]（2018年2月5日・6日・9日、BSフジ）

他

### 映画
- パンダ物語（1988年、東宝） - 松崎佳代 役（主演）
- びんばりハイスクール（1990年、東映クラシックフィルム） - 石坂葉月 役
- 微熱 MY LOVE（1990年、バンダイビジュアル） - 瀬川唯 役（主演）
- 岸和田少年愚連隊（1996年、松竹＝松竹富士） - ウミ 役
- 金色のクジラ[21]（1996年、ナス・プロモーション） - 川田由美 役
- 義務と演技（1997年、東映） - 淑恵 役
- 一生、遊んで暮らしたい（1998年、ギャガ・コミュニケーションズ） - みどり 役
- アイ・ラヴ・ユー（1999年、全国映画センター＝映画「アイ・ラヴ・ユー」製作上映委員会） - 花岡美由紀 役
- 難波金融伝 ミナミの帝王 劇場版PART XIV 借金極道 （1999年、ケイエスエス） - 山下知佳子 役
- 八月の幻（2002年、ギャガ・コミュニケーションズ） - 二宮佐知 役
- まいっちんぐマチコ！ビギンズ（2005年、キングレコード） - 江戸川橋教頭 役
- 日掛け金融地獄伝 こまねずみ常次朗 悪徳金融死すべし（2006年、アートポート）
- LOVEDEATH ─ラブデス─（2007年、デスペラード）
- 泣きたいときのクスリ（2009年、エスピーオー＝ジョリー・ロジャー）
- 行け!男子高校演劇部（2011年、ショウゲート） - 諏訪野 役
- パズル（2014年、KADOKAWA） - 湯浅ママ 役
- 進撃の巨人 ATTACK ON TITAN エンド オブ ザ ワールド（2015年9月19日、東宝）

### オリジナルビデオ（Vシネマ）
- 彼女3 Kanojyo No Sanjyou 第1話「スキ好んでセブ!」（1991年、徳間コミュニケーションズ）
- 青い豹（1994年、タキ・コーポレーション）
  - 1 「最も危険なヒットマン」
  - 2 「88は殺しの番号」
- ハッピーピープル 第1章：勉強はいい環境で○（マル）（1996年、バップ）
- ダッチ（1996年、J.V.D.）
- ブラック・ジャック 2 〜ピノコ愛してる〜（1996年、バンダイビジュアル）
- ふたつの顔を持つ男 鉄爪（トリガー）（1996年、ミュージアム） - ジュン 役
- どチンピラ 20 魅惑のコギャル天国（1997年、ケイエスエス販売）
- 稲川淳二の恐怖物語 2（1998年、バンダイビジュアル）
- 不敗勝負師 賭けゴロ（1998年、ケイエスエス販売）
- 熱血！二代目商店街 - 斉木美里 役
  - 1 （1999年、日活）
  - 2 「爆裂編」（2000年、日活）
- なにわ金融事件簿 悪銭喰い（2000年、クライアント）

### 舞台
- マーク・トウェインミュージカル『王子と乞食』（1989年7月9日 - 8月31日、全国30ヶ所公演） - 王子・少年 2役（主演）
- スミセイ・ミュージカル・ファンタジー『アンの愛情』
  - 東京公演（1991年3月22日 - 4月6日、東京芸術劇場中ホール）
  - 大阪公演（1991年5月、大阪メルパルク大ホール）
- 明治生命ミュージカル『アニー』 - リリー役[22]
  - 東京公演（2000年4月21日 - 5月14日、青山劇場）
  - 地方公演（2000年7月22日 - 9月03日、宮城県民会館 他全国6都市[23]）
- The mix party 1st presents『創る奴ら』（2003年5月26日 - 6月1日、「劇」小劇場）
- 日本音楽事業者協会創立40周年記念ミュージカル『スター誕生』[24]（2004年3月17日 - 4月18日、青山劇場） - ハルカ 役
- 近江谷太朗プロデュース PLAYMATE No.5『SWAP 2004[25]』（2004年10月5日 - 17日、THEATER/TOPS） - 佐伯小雪 役
- 丸福ボンバーズ
  - 旗揚げ公演『A Piece Of Cake!』（2012年7月18日 - 26日、APOCシアター）
  - 第2回公演『うたかふぇ』
    - 東京公演（2012年12月23日 - 30日、APOCシアター）
    - 仙台公演（2013年1月12日・13日、せんだい演劇工房10-BOX box-1）

  - 第3回公演『フナバシTOYS』
    - 東京公演（2013年11月1日 - 10日、APOCシアター）
    - 仙台公演（2013年11月23日・24日、せんだい演劇工房10-BOX box-1）

  - ショートスケッチLIVE vol.1『TIME IS BOMBER』（2014年4月29日 - 30日、APOCシアター）
  - 第4回公演『NO SURPRISE, NO LIFE !』
    - 東京公演（2014年7月4日 - 15日、APOCシアター）
    - 仙台公演（2014年10月25日・26日、せんだい演劇工房10-BOX box-1）

  - 第5回公演『NICE EIJI！〜父まるだし〜』
    - 東京公演（2015年5月8日 - 17日、APOCシアター）
    - 横浜公演（2015年5月23日、横浜市泉区民文化センター テアトルフォンテ）
    - 仙台公演（2015年6月6日・7日、せんだい演劇工房10-BOX box-1）

  - 第6回公演『バカの王様〜the KING of BAKA〜』
    - 東京公演（2015年10月23日 - 11月3日、APOCシアター）
    - 仙台公演（2015年11月7日 - 9日、せんだい演劇工房10-BOX box-1）

  - 第7回公演『玉夢温泉・星影楼にまつわる噺〜その壱〜』
    - 東京公演（2016年5月20日 - 29日、APOCシアター）
    - 仙台公演（2016年6月17日 - 19日、せんだい演劇工房10-BOX box-1）

  - 第8回公演『SOULFUL SOUL』（2017年2月1日 - 7日、APOCシアター）
  - 第9回公演『STAGE～舞台、位置、足をつける場所～』
    - 東京公演（2017年9月13日 - 19日、APOCシアター）
    - 仙台公演（2017年9月30日・10月1日、せんだい演劇工房10-BOX box-1）
- 劇団絵生『友情〜秋桜のバラード〜』（2013年6月10日 - 9月26日、よみうりホール 他全国9会場公演[26]） - 三村礼子 役

### ラジオ番組
- 思い出の歌（1989年10月15日 - 1991年9月29日、TBSラジオ）
- さおりCLUB スプーンイブ（1986年、文化放送）[1]
- 海蔵亮太のニューラジオ（2023年10月 - 2025年6月、YouTube・ミュージックバード） - 海蔵亮太と共演

### CM
- 花王
  - ビオレ（1986年5月より2年契約） - 洗顔フォーム、フェイスケアジェル
  - アタックNeo「オムニバス編」（2010年）
- KDD（1986年8月より1ヶ月契約）
- サンヨー（1986年9月より2年契約）
  - ミニコンポ WO8CD
  - コードレステレホン CUTE 他
- 近畿日本鉄道「初詣編」（1986年12月）
- 森永乳業（1987年3月より2年契約）
  - サンキスト つぶゼリー
  - エスキモー ストロベリーフィールド
- 大阪府 河川愛護月間（1987年7月）
- 七十七銀行（1988年4月より2年契約）
- 北海道電力（1989年4月より1年契約）
- 瀬戸内海汽船（1990年3月）
- コマツ（1994年12月より1年契約）
- 不二家 LOOK4「カカオ総選挙しよう篇」（2017年9月）

### WEB
- Oh!sama TV
  - DVDのじかん
  - 月刊ムービーキング！
  - Venus-Beat TV[27]
- 極Venus-B[注 6]（2013年6月 - ）
- リマーカブル・ディレクター・オブ・ザ・イヤー2013 ファイナリスト作品[28]「1/70000」

## グラビア関連

### 写真集
- フォトグラフィックマガジン 八木さおり 一瞬、触れて…（1987年4月14日、講談社、撮影：伊藤隼也）ISBN 978-4061016262
- ORE PHOTO SERIES 2 八木さおり さわやかな季節が（1987年8月、講談社、撮影：伊藤隼也）ISBN 978-4061901100
- 色づく想い（1989年1月、講談社、撮影：伊藤隼也）ISBN 978-4061016354
- METRO CITY（1990年2月10日、ワニブックス、撮影：野村誠一）ISBN 978-4847021275
- SALUT（1992年12月、ワニブックス、撮影：木村晴）ISBN 978-4847022999
- 春花秋冬（1994年11月20日、集英社、撮影：大村克己）ISBN 978-4087802085

### オムニバス写真集
- GORO SPECIAL MOOK
  - 素足のアイドルたち特別版 : 42 messages from southern coast（1989年12月10日、小学館、全撮影：渡辺達生）ISBN 978-4091030214
  - 素足のアイドルたち特別版2 : Blue Heaven（1991年12月1日、小学館、全撮影：渡辺達生）ISBN 978-4091030245
- 週刊プレイボーイ増刊
  - プレイボーイの本 完全保存99GALS＆F1年鑑（1990年10月5日、集英社）
  - プレイボーイの本Special : Weeks 5年分の一週間。（1992年12月7日、集英社、全撮影：中村昇）
- 恋写 野村誠一作品集 1981〜1990（1991年2月10日、ワニブックス、全撮影：野村誠一）ISBN 978-4847021695
- アップトゥボーイ特別編集 BEST SHOT!! 素肌のヒロイン。（1993年2月10日、ワニブックス）
- Sawattari Jan 1996 Vol.2 女優の荒野（1996年1月13日、竹書房、全撮影：沢渡朔）
- 平凡パンチ傑作選 The Vintage Eros Vol.2（2015年10月1日、マガジンハウス）ISBN 978-4838728206

### イメージビデオ
- 危険に素敵（監督：野村誠一）
  - VHS版（1991年6月15日、パワースポーツ）
  - DVD版（2008年8月29日、アストロシステムジャパン）

### 主な雑誌掲載
- DELUXEマガジン（1985年8月、10月、12月号 / 1986年2月号）
- 週刊少年マガジン（1985年8月21日、10月30日、11月6日号 / 1986年3月12日、9月3日号 / 1987年5月6日号）
- DELUXEマガジンORE（1986年7月、9月 - 12月号 / 1987年2月 - 5月、8月号 / 1988年2月、3月、6月、11月、12月号 / 1989年2月号）
- 別冊DELUXEマガジンORE（1987年12月号）
- 週刊プレイボーイ（1987年2月10日、4月28日号[注 7] / 1988年08月16日号[注 7] / 1989年6月6日、8月8日号[注 7] / 1990年2月6日、5月15・22日合併号 / 1991年1月1・8日合併号、2月19日[注 7]、4月30日号 / 1992年12月8日号 / 1993年3月30日号 / 1994年10月18日[注 8]、11月22日号[注 8]）
- GORO（1988年10月13日号 / 1989年4月27日号 / 1990年2月22日、9月13日号 / 1991年1月10日号 / 1992年1月2日号）
- アップトゥボーイ（1990年3月号）
- アクションカメラ（1990年4月号）
- スコラ（1990年2月8日号 / 1991年2月14日、7月11日号[注 7] / 1992年11月26日号）
- 別冊アップトゥボーイ（1992年12月号）
- 週刊現代（1995年1月1日・7日号[注 8]）

等

## ディスコグラフィー

### シングル
|     | タイトル            | 発売日                                    | 規格品番                                     | 作詞       | 作曲         | 編曲     | 備考                                             |
| --- | ------------------- | ----------------------------------------- | -------------------------------------------- | ---------- | ------------ | -------- | ------------------------------------------------ |
| 1st | 瞳で片想い          | 1986/10/21                                | EP：K07S-10150 CT：K10H-?                    | 来生えつこ | 来生たかお   | 船山基紀 | オリコンシングルチャート最高20位。売上3万3千枚。 |
| 1st | センシティブハート  | 1986/10/21                                | EP：K07S-10150 CT：K10H-?                    | 芹沢類     | 来生たかお   | 入江純   | NHKドラマ『ジェニーがやって来た』主題歌          |
| 2nd | くちづけの舞台      | 1987/01/21                                | EP：K07S-10160 CT：K10H-13008                | 来生えつこ | 武部聡志     | 武部聡志 |                                                  |
| 2nd | 春風に甘えて        | 1987/01/21                                | EP：K07S-10160 CT：K10H-13008                | 来生えつこ | 武部聡志     | 武部聡志 | サンキストつぶゼリー CMソング                    |
| 3rd | 遅れたLove Song     | 1987/06/15（限定盤） 1987/07/21（通常盤） | EP：K10S-10200 EP：K07S-10190 CT：K10H-13023 | 来生えつこ | 来生たかお   | 武部聡志 | オリコンシングルチャート最高33位                 |
| 3rd | 75%の恋人           | 1987/06/15（限定盤） 1987/07/21（通常盤） | EP：K10S-10200 EP：K07S-10190 CT：K10H-13023 | 来生えつこ | 武部聡志     | 武部聡志 | 花王ビオレ CMソング                              |
| 4th | Heart Beat きかせて | 1988/04/05（EP、CT） 1988/04/21（CD）     | EP：K07S-10260 CT：K10H-23006 CD：K10X-23008 | 谷山浩子   | MAYUMI       | 武部聡志 | サンキストつぶゼリー CMソング                    |
| 4th | オリーブの天気予報  | 1988/04/05（EP、CT） 1988/04/21（CD）     | EP：K07S-10260 CT：K10H-23006 CD：K10X-23008 | 谷山浩子   | 井上ヨシマサ | 武部聡志 |                                                  |
| 5th | Kung Fu Boy         | 1988/07/21                                | EP：K07S-10267 CT：K10H-23021 CD：K10X-23021 | 森雪之丞   | 井上ヨシマサ | 武部聡志 | TVアニメ『鉄拳チンミ』オープニング曲             |
| 5th | 銀色のセレナーデ    | 1988/07/21                                | EP：K07S-10267 CT：K10H-23021 CD：K10X-23021 | 森雪之丞   | 井上ヨシマサ | 武部聡志 | TVアニメ『鉄拳チンミ』エンディング曲             |
| 6th | SAYONARA            | 1988/09/05                                | EP：K07S-10285 CT：K10H-23024 CD：K10X-23024 | 松本隆     | 細野晴臣     | 武部聡志 | 映画『パンダ物語』主題歌                         |
| 6th | 心                  | 1988/09/05                                | EP：K07S-10285 CT：K10H-23024 CD：K10X-23024 | 松本隆     | 細野晴臣     | 武部聡志 |                                                  |

### オリジナルアルバム
| 1st | PURITY      | PURITY                                  | PURITY      | PURITY                         | PURITY      | PURITY       | PURITY      | PURITY                                     |
| 1st | 発売日      | 規格品番                                | 曲順        | 収録曲                         | 作詞        | 作曲         | 編曲        | 備考                                       |
| 1st | 1987/03/21  | LP：K28A-800 CT：K28H-980 CD：K32X-150  | 01          | 私・発見                       | 来生えつこ  | 来生たかお   | 武部聡志    |                                            |
| 1st | 1987/03/21  | LP：K28A-800 CT：K28H-980 CD：K32X-150  | 02          | くちづけの舞台                 | 来生えつこ  | 武部聡志     | 武部聡志    |                                            |
| 1st | 1987/03/21  | LP：K28A-800 CT：K28H-980 CD：K32X-150  | 03          | ガラスのレジスタンス           | 森雪之丞    | 岸正之       | 船山基紀    |                                            |
| 1st | 1987/03/21  | LP：K28A-800 CT：K28H-980 CD：K32X-150  | 04          | 天使もパニック                 | 芹沢類      | MAYUMI       | 入江純      |                                            |
| 1st | 1987/03/21  | LP：K28A-800 CT：K28H-980 CD：K32X-150  | 05          | ガールフレンド                 | 芹沢類      | 国安わたる   | 船山基紀    |                                            |
| 1st | 1987/03/21  | LP：K28A-800 CT：K28H-980 CD：K32X-150  | 06          | センシティブハート             | 芹沢類      | 来生たかお   | 入江純      | CDのみ収録。                               |
| 1st | 1987/03/21  | LP：K28A-800 CT：K28H-980 CD：K32X-150  | 07          | 春風に甘えて                   | 来生えつこ  | 武部聡志     | 武部聡志    |                                            |
| 1st | 1987/03/21  | LP：K28A-800 CT：K28H-980 CD：K32X-150  | 08          | 内気な冒険者（アドベンチャー） | 森雪之丞    | 岸正之       | 武部聡志    |                                            |
| 1st | 1987/03/21  | LP：K28A-800 CT：K28H-980 CD：K32X-150  | 09          | 瞳で片想い                     | 来生えつこ  | 来生たかお   | 船山基紀    | デビュー曲                                 |
| 1st | 1987/03/21  | LP：K28A-800 CT：K28H-980 CD：K32X-150  | 10          | ポーズ                         | 芹沢類      | 国安わたる   | 船山基紀    |                                            |
| 1st | 1987/03/21  | LP：K28A-800 CT：K28H-980 CD：K32X-150  | 11          | コメディーはせつなくて         | 芹沢類      | MAYUMI       | 入江純      |                                            |
|     |             |                                         |             |                                |             |              |             |                                            |
| 2nd | Moon & Love | Moon & Love                             | Moon & Love | Moon & Love                    | Moon & Love | Moon & Love  | Moon & Love | Moon & Love                                |
| 2nd | 発売日      | 規格品番                                | 曲順        | 収録曲                         | 作詞        | 作曲         | 編曲        | 備考                                       |
| 2nd | 1987/11/21  | LP：K28A-835 CT：K28H-1110 CD：K32X-210 | 01          | 卒業までの7ヶ月                | 森雪之丞    | 中崎英也     | 武部聡志    | 花王ビオレCMソング。非売品シングル盤あり。 |
| 2nd | 1987/11/21  | LP：K28A-835 CT：K28H-1110 CD：K32X-210 | 02          | そよ風TIME                     | 来生えつこ  | 来生たかお   | 武部聡志    |                                            |
| 2nd | 1987/11/21  | LP：K28A-835 CT：K28H-1110 CD：K32X-210 | 03          | RAINY                          | 谷山浩子    | 松尾清憲     | 武部聡志    |                                            |
| 2nd | 1987/11/21  | LP：K28A-835 CT：K28H-1110 CD：K32X-210 | 04          | 月と恋心                       | 森雪之丞    | 小室哲哉     | 武部聡志    |                                            |
| 2nd | 1987/11/21  | LP：K28A-835 CT：K28H-1110 CD：K32X-210 | 05          | ハートと二人                   | 芹沢類      | 武沢豊       | 船山基紀    |                                            |
| 2nd | 1987/11/21  | LP：K28A-835 CT：K28H-1110 CD：K32X-210 | 06          | 75%の恋人                      | 来生えつこ  | 武部聡志     | 武部聡志    | CDのみ収録。                               |
| 2nd | 1987/11/21  | LP：K28A-835 CT：K28H-1110 CD：K32X-210 | 07          | シャボン玉戦争                 | 谷山浩子    | 崎谷健次郎   | 武部聡志    |                                            |
| 2nd | 1987/11/21  | LP：K28A-835 CT：K28H-1110 CD：K32X-210 | 08          | 遅れたLove Song                | 来生えつこ  | 来生たかお   | 武部聡志    |                                            |
| 2nd | 1987/11/21  | LP：K28A-835 CT：K28H-1110 CD：K32X-210 | 09          | 春風異変                       | 来生えつこ  | 来生たかお   | 船山基紀    |                                            |
| 2nd | 1987/11/21  | LP：K28A-835 CT：K28H-1110 CD：K32X-210 | 10          | すき、ときどき きらい          | 芹沢類      | 武沢豊       | 船山基紀    |                                            |
| 2nd | 1987/11/21  | LP：K28A-835 CT：K28H-1110 CD：K32X-210 | 11          | 円盤上の"I Love You"           | 谷山浩子    | MAYUMI       | 武部聡志    |                                            |
|     |             |                                         |             |                                |             |              |             |                                            |
| 3rd | MERLIN      | MERLIN                                  | MERLIN      | MERLIN                         | MERLIN      | MERLIN       | MERLIN      | MERLIN                                     |
| 3rd | 発売日      | 規格品番                                | 曲順        | 収録曲                         | 作詞        | 作曲         | 編曲        | 備考                                       |
| 3rd | 1988/11/21  | LP：K28A-865 CT：K28H-1252 CD：K32X-346 | 01          | トライアングル                 | 谷山浩子    | 谷山浩子     | 武部聡志    | 谷山浩子が後にセルフカバー                 |
| 3rd | 1988/11/21  | LP：K28A-865 CT：K28H-1252 CD：K32X-346 | 02          | サマンサの森で逢いましょう     | 森雪之丞    | 中崎英也     | 武部聡志    |                                            |
| 3rd | 1988/11/21  | LP：K28A-865 CT：K28H-1252 CD：K32X-346 | 03          | 銀色のセレナーデ               | 森雪之丞    | 井上ヨシマサ | 武部聡志    |                                            |
| 3rd | 1988/11/21  | LP：K28A-865 CT：K28H-1252 CD：K32X-346 | 04          | Heart Beatきかせて（Re-Mix）   | 谷山浩子    | MAYUMI       | 武部聡志    |                                            |
| 3rd | 1988/11/21  | LP：K28A-865 CT：K28H-1252 CD：K32X-346 | 05          | 流星少年                       | 谷山浩子    | 谷山浩子     | 武部聡志    | 谷山浩子が後にセルフカバー                 |
| 3rd | 1988/11/21  | LP：K28A-865 CT：K28H-1252 CD：K32X-346 | 06          | 瞬間の魔法                     | 谷山浩子    | MAYUMI       | 武部聡志    |                                            |
| 3rd | 1988/11/21  | LP：K28A-865 CT：K28H-1252 CD：K32X-346 | 07          | SAYONARA（Re-Mix）             | 松本隆      | 細野晴臣     | 武部聡志    |                                            |
| 3rd | 1988/11/21  | LP：K28A-865 CT：K28H-1252 CD：K32X-346 | 08          | オリーブの天気予報             | 谷山浩子    | 井上ヨシマサ | 武部聡志    |                                            |
| 3rd | 1988/11/21  | LP：K28A-865 CT：K28H-1252 CD：K32X-346 | 09          | 心                             | 松本隆      | 細野晴臣     | 武部聡志    |                                            |
| 3rd | 1988/11/21  | LP：K28A-865 CT：K28H-1252 CD：K32X-346 | 10          | Legato 〜なめらかに〜          | 芹沢類      | 岸正之       | 武部聡志    |                                            |
| 3rd | 1988/11/21  | LP：K28A-865 CT：K28H-1252 CD：K32X-346 | 11          | ありがとうの微笑み             | 森雪之丞    | 松尾清憲     | 武部聡志    |                                            |

### その他

#### サウンドトラック
| 発売日     | 規格品番    | タイトル                                   | 収録曲                                    | 備考                                              |
| ---------- | ----------- | ------------------------------------------ | ----------------------------------------- | ------------------------------------------------- |
| 1988/09/05 | K30X-7135   | Kung Fu Boy CHINMI vol.1                   | Kung Fu Boy                               | ANBアニメ「鉄拳チンミ」オリジナルサウンドトラック |
| 1988/09/05 | K30X-7135   | Kung Fu Boy CHINMI vol.1                   | 銀色のセレナーデ                          | ANBアニメ「鉄拳チンミ」オリジナルサウンドトラック |
| 1988/09/21 | K30X-277    | 「パンダ物語」オリジナル・サウンドトラック | SAYONARA                                  | 音楽監修は井上堯之                                |
| 1990/04/21 | KICA-1008   | 魍魎戦記 摩陀羅                            | 勇気の伝説（エンディング・テーマ）        | ゲームBGMのアレンジ版ミニ・アルバム。SAORI名義。  |
| 1991/03/05 | KICA-1024~5 | MA・DA・RA                                 | 風に書いた言葉 〜リミックス・バージョン〜 | ゲームBGMをまとめた2枚組アルバム。SAORI名義。     |

#### コンピレーション
| 発売日     | 規格品番    | タイトル                                         | 収録曲                                  | 備考                                                   |
| ---------- | ----------- | ------------------------------------------------ | --------------------------------------- | ------------------------------------------------------ |
| 1990/12/21 | KICA-9005~8 | こなみ すぺしゃる みゅ〜じっく 千両箱 平成三年版 | 風に書いた言葉 (MA・DA・RAより「TOWN」) | コナミのゲーム音楽集。3枚組+特典VSD。SAORI名義。       |
| 1998/11/06 | PCCA-01244  | '80sアイドルJAPAN 2                              | 瞳で片想い                              | ポニーキャニオン編集「アイドルJAPAN」シリーズより。    |
| 1999/11/03 | KICX-7051   | 20世紀BEST キング・アイドル・ヒストリー          | 瞳で片想い                              | レーベル各社協賛「20世紀BEST」シリーズより。           |
| 2000/12/25 | PCD-1370    | おしえてアイドル キング編〜最近のム・ス・メ      | くちづけの舞台                          | P-Vine編集「おしえてアイドル」シリーズより。           |
| 2000/12/25 | PCD-1370    | おしえてアイドル キング編〜最近のム・ス・メ      | SAYONARA                                | P-Vine編集「おしえてアイドル」シリーズより。           |
| 2002/09/04 | KICX-7104   | スーパー・セレクト IDOL SONGS                    | 瞳で片想い                              | キングレコード編集「スーパー・セレクト」シリーズより。 |
| 2012/05/09 | KICW-9427~8 | アイドル黄金時代                                 | くちづけの舞台                          | 「キング・スーパー・ツイン・シリーズ」より。           |
| 2014/05/14 | KICW-9585~6 | アイドル黄金時代                                 | くちづけの舞台                          | 「キング・スーパー・ツイン・シリーズ」より。           |

#### 非売品
| 製作年 | 規格品番  | タイトル                   | 収録曲              | 備考                                                                   |
| ------ | --------- | -------------------------- | ------------------- | ---------------------------------------------------------------------- |
| 1986   | NKCD-94   | POPS NOW                   | センシティブハート  | SANYO製オーディオ購入の際に配布された販促用オムニバスCD。              |
| 1986   | NKCD-94   | POPS NOW                   | 瞳で片想い          | SANYO製オーディオ購入の際に配布された販促用オムニバスCD。              |
| 1987   | NKCD-96   | POPS ISLAND                | 遅れたLove Song     | SANYO製オーディオ購入の際に配布された販促用オムニバスCD。              |
| 1987   | NKCD-97   | Beat                       | シャボン玉戦争      | SANYO製オーディオ購入の際に配布された販促用オムニバスCD。              |
| 1988   | DCH-63021 | KING POPS SPECIAL DIGEST 1 | Heart Beat きかせて | キングレコード所属の旬なアーティストの曲をまとめた販促用オムニバスCD。 |
| 1989   | DOCD-0020 | YOUNG SOUND PALLET         | Kung Fu Boy         | 第一家電の自社レーベルDAM PCからリリースされた販促用オムニバスCD。     |

#### ゲスト参加
- CLIFF EDGE 『LOVE Symphony』（2011年10月12日、KICS-91723）[31]